# Флаг муниципального округа Лианозово

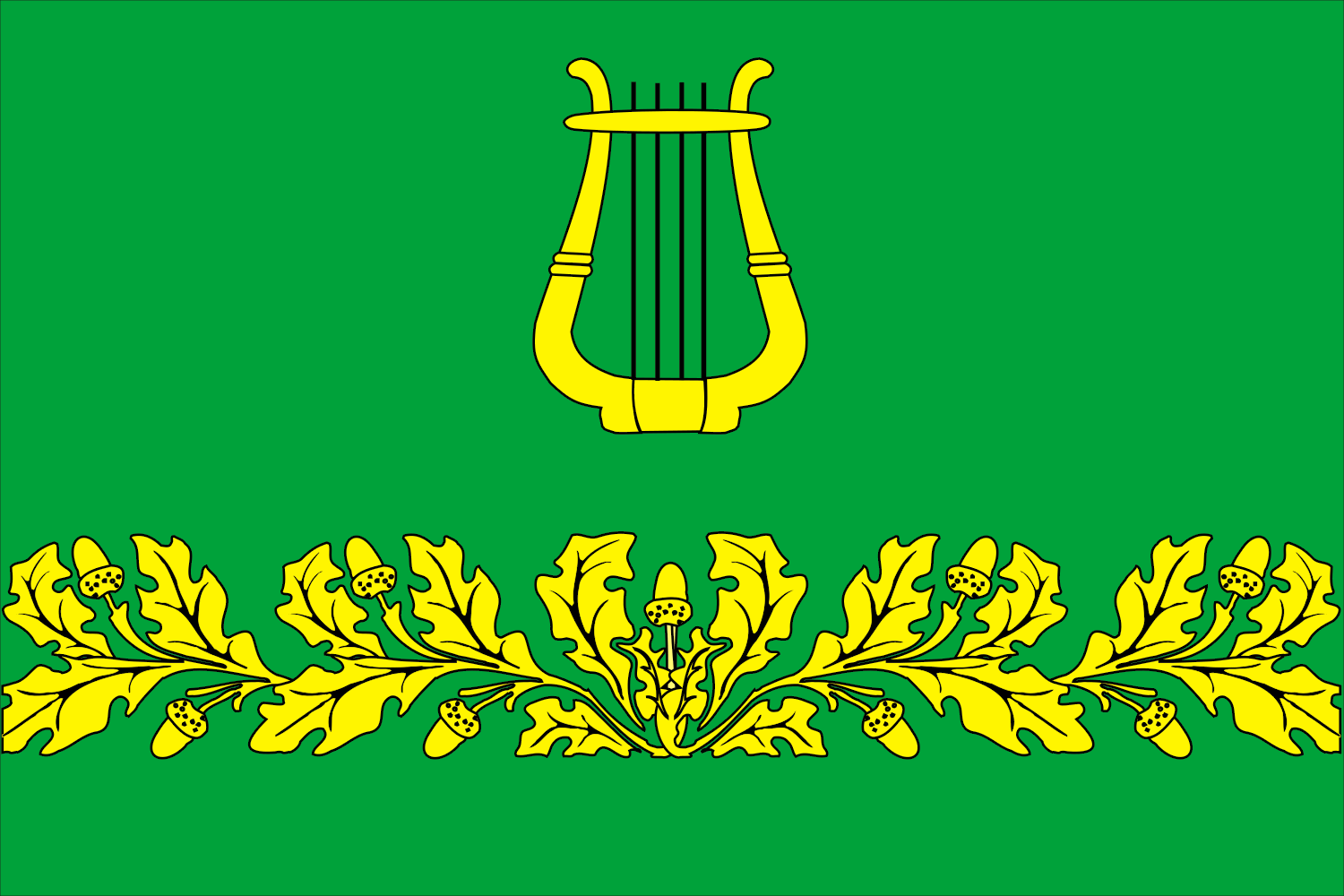
Первая версия флага

Флаг муниципального округа Лиано́зово в Северо-Восточном административном округе города Москвы Российской Федерации — опознавательно-правовой знак, служащий официальным символом муниципального образования.
Первоначально данный флаг был утверждён 9 марта 2004 года флагом муниципального образования Лианозово.
Законом города Москвы от 11 апреля 2012 года № 11, муниципальное образование Лианозово было преобразовано в муниципальный округ Лианозово .
Решением Совета депутатов муниципального округа Лианозово от 17 сентября 2019 года флаг муниципального образования Лианозово был утверждён флагом муниципального округа Лианозово.
Флаг внесён в Государственный геральдический регистр Российской Федерации с присвоением регистрационного номера 12503.

## Описание
Описание флага, утверждённое 9 марта 2004 года:

Флаг муниципального образования Лианозово представляет собой двустороннее, прямоугольное полотнище с соотношением сторон 2:3.
В зелёном полотнище помещено изображение жёлтой лиры, под которой, во всю длину полотнища, расходящиеся от центра дубовые листья с желудями.
Габаритные размеры изображения жёлтой лиры составляют 5/24 длины и 7/16 ширины полотнища. Центр изображения лиры равноудалён от боковых краёв полотнища, и на 3/16 смещён от центра к верхнему краю полотнища.

Габаритная высота изображения дубовых листьев с желудями составляет 1/4 ширины полотнища. Осевая линия изображения находится на расстоянии 1/4 ширины от нижнего края полотнища.
Описание флага, утверждённое 17 сентября 2019 года:

Прямоугольное двухстороннее полотнище зелёного цвета с отношением ширины к длине 2:3, на котором воспроизведены фигуры из герба муниципального округа Лианозово, исполненные в жёлтом цвете.
Описание герба: «В зелёном поле — повышенная лира над двумя расходящимися, уложенными в пояс и перекрещёнными основаниями дубовыми ветвями с желудями. Все фигуры золотые».

## Обоснование символики
Жёлтая лира на зелёном полотнище символизирует культурно-оздоровительную зону, объединившую Лианозовский парк культуры и отдыха, музей художника Константина Васильева и Русский теннисный клуб, и получившую неофициальное название «Лианозовский Арбат», а также наличие на территории муниципального образования ряда культурно-исторических объектов.
Дубовые ветви с желудями на зелёном полотнище символизируют бережно сохранённую при застройке Лианозово дубовую рощу и крупную лесопарковую зону, занимающую пятую часть территории муниципального образования.
История посёлка Лианозово начинается в 1888 году, когда имение Алтуфьево было выкуплено купцом и нефтяным магнатом Г. М. Лианозовым.
На его средства между селом Алтуфьевым и Савёловской железной дорогой был построен дачный посёлок, ставший впоследствии частью нынешнего Лианозова. Для удобства дачников рядом с посёлком была открыта железнодорожная платформа Лианозово Савёловской железной дороги (ранее дачники пользовались платформой Бескудниково). Недалеко от Лианозово начинался сплошной сосновый бор, постепенно переходящий в искусственный парк усадьбы Алтуфьево, которая прежде принадлежала барону Вогау. Сам посёлок утопал в пышной зелени.
После революции некоторые владельцы покинули свои дома, и посёлок стал заселяться более простой публикой. Часть домов скупили нэпманы, часть уплотнили, а в бывших дачах поселили по нескольку семей пролетарского или крестьянского происхождения.
В 1932 году на базе ансамбля усадебного парка создали Лианозовский парк, а в 1951 году решением Исполкома Мособлсовета этому парку присвоили статус парка культуры и отдыха.
До начала 1960 года посёлок входил в состав Московской области, затем вошел в состав города Москвы. В середине 70-х годов XX века здесь развернулось активное жилое строительство. Большинство старинных дач были снесены, а часть территории этих дач включили в состав Лианозовского парка культуры и отдыха. Целенаправленное развитие Лианозовского парка началось после вхождения посёлка в состав города Москвы. В парке, в порядке частной инициативы, построили теннисные корты, а позднее на их базе открыли первый в Москве частный теннисный клуб. В начале 2010-х годов парк реконструировали и благоустроили. В это время в парке была проложена пешеходная аллея, получившая неофициальное название Лианозовский Арбат. На территории парка проходит множество различных культурно-массовых мероприятий.
Неподалёку от Лианозовского парка культуры и отдыха сохранился один из дачных особняков под названием Белая дача. После реставрации в особняке размещается музей К. А. Васильева, известного русского художника.
Территория современного муниципального образования имеет множество зелёных насаждений и природоохранных территорий, о чём символизирует зелёный цвет полотнища. Золотая лира на зелёном фоне символизирует культурно-оздоровительную зону, объединившую Лианозовский парк культуры и отдыха, музей художника Константина Васильевна, теннисный клуб, а также другие культурно-исторические объекты, располагающиеся на территории муниципального образования. Золотые дубовые ветви с желудями того же цвета на зелёном фоне символизируют бережно сохраняемые природно-ландшафтные и природоохранные территории.
Применённые во флаге цвета символизируют:
зелёный цвет — символ жизни, молодости, природы, роста;
жёлтый цвет (золото) — символ надежности, богатства, стабильности, устойчивости и процветания.